# Cyathea ballardii
Cyathea ballardii är en ormbunkeart som beskrevs av Tard. Cyathea ballardii ingår i släktet Cyathea och familjen Cyatheaceae. Inga underarter finns listade.